# Ivanpahi naperőmű
Az ivanpahi naperőmű egy amerikai tornyos naphőerőmű Kaliforniában, San Bernardino megyében, a Mojave-sivatagban, Las Vegastól 60 km-re délnyugatra. Teljesítménye 392 megawatt. 2010. október 27-én kezdték építeni, és 2014. február 13-án lett befejezve. A létesítménybe 173 500 napkövetőt – napkövetőnként két tükörrel – telepítettek. Az erőművet bővítették. 2,2 milliárd amerikai dollárt fektettek bele. 2010 októberében Arnold Schwarzenegger kaliforniai kormányzó és Ken Salazar belügyminiszter is jelen volt a kivitelezés megkezdésekor.